# 松尾昂明
松尾 昂明（まつお たかあき、1985年5月24日 - ）は、福岡県出身の競艇選手。登録番号4424。身長165cm。血液型O型。100期。福岡支部所属。師匠は中辻崇人（登録番号3876）。同期に青木玄太、桐生順平、鎌倉涼らがいる。

## 来歴
- やまと競艇学校時代、リーグ戦勝率5.89（準優出6　優出1）の成績を残した。
- 2007年5月18日、若松競艇場でデビュー（6着）。
- 2007年9月9日、丸亀競艇場での「デイリースポーツカップ」で初勝利（48走目）。
- 2008年9月2日、三国競艇場での一般競走で初優出（6着）[1]。
- 2010年1月7日、若松競艇場での「ジョイロードカップ正月特選競走」で初優勝（優出2回目）。
- 2012年1月29日、芦屋競艇場での「G1共同通信社杯第26回新鋭王座決定戦競走」でG1初優勝（G1初優出）。
- 2012年3月15日、戸田競艇場での「SG第47回総理大臣杯競走」にSG初出場し、師匠の中辻も出場した。20日、最終日2RでSG初勝利[2]（2012年6月19日開催のグランドチャンピオン決定戦競走はA2のため出場出来ない）。